# Elborj
Elborj (franska: Elborj (CR), Elborj (Commune Rurale), arabiska: سيدي حسين) är en kommun i Marocko.   Den ligger i provinsen Khénifra och regionen Béni Mellal-Khénifra, i den nordöstra delen av landet, 160 km sydost om huvudstaden Rabat. Antalet invånare är 4 973.